# 孟嘗君

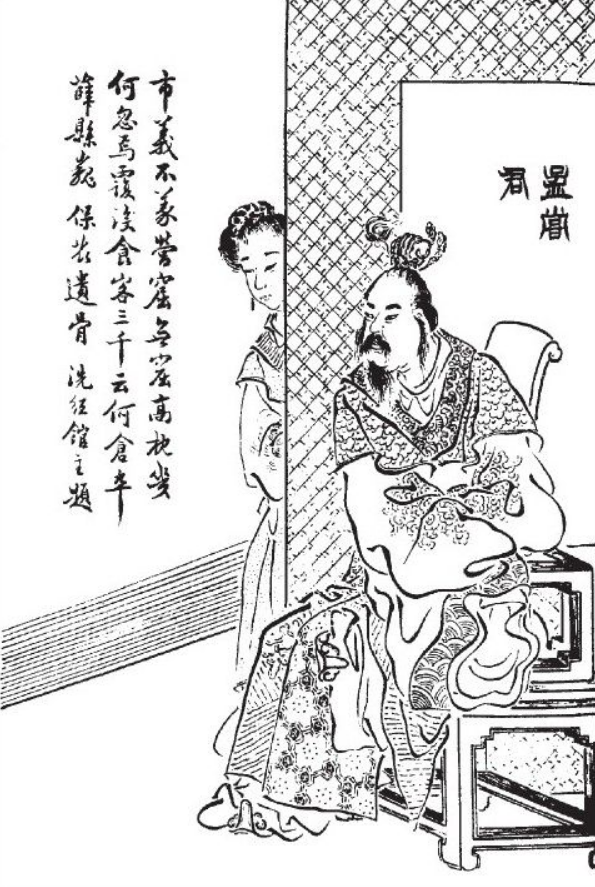
孟嘗君

孟嘗君（もうしょうくん、? - 紀元前279年）は、中国戦国時代の公族・政治家。姓は嬀、氏は田、諱は文。斉の威王の孫にあたる。戦国四君の一人。

## 略歴

### 田文の登場
田文の父の田嬰は斉の宣王の異母弟で、薛（現在の山東省棗荘市滕州市）に領地を持っていた。田嬰には子が40人もおり、田文の母は身分が低かった。さらに田文が生まれたのは5月5日で、この日に生まれた子はのちに親を殺すと信じられていたため、田嬰は田文を殺そうとしたが、母は密かに田文を匿って育てた（ただしこの逸話は史実かどうか意見が分かれる）。田文が成人したのちに初めて父に引き合わされた際、田嬰は怒りの声を上げた。すると田文は殺さねばならない理由を訊いた。田嬰が「5月5日に生まれた子は門戸の高さにまで成長すると親を殺す」という言い伝えを伝えたところ、田文は「門戸の高さを高くすれば良い」と返した。これには田嬰も思うところあって田文を許し、田文は田嬰の屋敷に住むようになったが、これまでの経緯もあって冷遇されていた。
ある日、田文は田嬰に「玄孫の孫」は何と言うか聞いた。田嬰がわからないと答えると田文は、斉の領土は増えていないにもかかわらず、我が家が富を得ていること、今では続柄がよくわからないような血縁者が多いこと、そのような血縁者たちのために財産を残すのはおかしいと答えた。
そこで田嬰は食客を屋敷に招き、田文にその世話をさせることにした。すると食客の間で田文の評判が非常に高くなり、やがてそれが諸侯の間にまで知れ渡るほどまでになったので、田嬰は田文を跡継ぎに立てることにした。
父の跡を継いだ田文は、何でも一芸あれば拒まずと積極的に食客を迎え入れ、その数は数千を数えた。ある時、田文が食事の時に食客との間に衝立を置いたところ、食客の一人が「料理に差をつけているから隠すのだろう」と言い立てた。これを聞いた田文はその客に料理がまったく同じだということを示した。疑ったことを恥じた客は自刎して果てた。

### 鶏鳴狗盗
このことが更に田文の名声を高め、湣王2年（紀元前299年）に秦の昭襄王は田文を宰相として迎え入れようとした。田文はこれに応えて秦に入ったが、ある人が昭襄王に、田文は当代一流の人材であるが斉の人間であるから、秦の宰相になっても斉の利を優先するに違いない。斉に帰せば秦の脅威となると進言、昭襄王はこれを容れて田文が滞在している屋敷を包囲させ、田文の命は危うくなった。
田文は食客を使って昭襄王の寵姫に命乞いをしたが、寵姫は田文の持つ宝物「狐白裘（）」と引き替えなら昭襄王に助命を頼んでもよいという。しかし、田文は秦に入国する前に昭襄王にこれを献上していた。悩んでいたところ、食客の一人である狗盗（犬のようにすばしこい泥棒）が名乗り出て、昭襄王の蔵から狐白裘を盗んできた。これを寵姫に渡すと、そのとりなしによって屋敷の包囲は解かれ、田文はひとまず危機を逃れることができた。
しかし昭襄王の気がいつ変わるかわからない。そこで田文は急いで帰国の途に就き、夜中に国境の函谷関までたどり着いた。しかし関は夜間は閉じられており、朝になって鶏の声がするまでは開けないのが規則だった。すでに気の変わった昭襄王は追っ手を差し向けており、田文もそれを察して困っていたところ、食客の一人である物真似の名人が名乗り出た。そして彼が鶏の鳴きまねをすると、それにつられて本物の鶏も鳴き始め、これによって開かれた函谷関を抜けて、田文は秦を脱出することができた。昭襄王の追っ手は夜明け頃に函谷関へ着いたが、田文らが夜中に関を通ったことを知ると引き返した。こうして田文一行は虎口を脱した。
常日頃、学者や武芸者などの食客は、田文が盗みや物真似の芸しか持たないような者すら食客として受け入れていたことに不満だったが、このときばかりは田文の先見の明に感心した。「つまらない才能」あるいは「つまらない特技でも、何かの役に立つ」を意味する鶏鳴狗盗（）の故事はここから来ている。
秦から斉への帰途、趙の村に立ち寄った時、田文は村人から背の低いことを馬鹿にされた。これに怒った田文は、食客と共に村人を皆殺しにしたという。

### 斉の宰相と馮驩
斉に帰った田文は宰相になり、湣王3年（紀元前298年）に匡章を統帥とする韓・魏との連合軍で秦を討った（函谷関の戦い）。
田文は、宣王の子の湣王のもとで宰相として内外の政治に当たり、斉の国力を高めた。しかし国が富強になると湣王は増長し、他国に強圧的な外交を行うようになる。そしてそれを諌める田文と、「田文あっての斉」という風評を疎ましく思うようになり、宰相を罷免される。
宰相を罷免されたことで、田文のもとにいた3000人の食客も立ち去っていったが、馮驩（ふうかん）という食客だけは残った。馮驩は田文を斉の宰相に復職させるため策を用いて宰相に復職させた。田文が斉の宰相に復職すると、馮驩は立ち去った食客たちを呼び戻すように進言した。しかし田文は自分が貧窮していたときに立ち去った食客をなじった。それに対し馮驩は好悪の情で去ったのではなく自分の識見を活かせなくなったので去っただけと諭して呼び戻すことを認めさせた。
田文と馮驩については、『史記』「孟嘗君伝」に記されている。

#### 狡兎三窟
田文が宰相を罷免されて領地の薛にいた時に、馮驩が「狡兎（すばしっこい兎）は逃げるための穴を3つ持っているが、君（田文）には逃げる穴が領地である薛1つしかないため、枕を高くして眠ることができない。君のために穴をもう2つ掘ってまいりましょう」と告げた。
馮驩はまず魏の恵王に謁見し、田文を魏の宰相にすれば富国強兵につながることを進言した。恵王はこの進言を容れて田文のために上席の地位を空け、田文に使者を送った。続いて、馮驩は湣王に謁見し、魏が田文を宰相にしようとしていること、田文に詫びて復職させる策を伝えた。魏の使者が頻繁に田文のもとに出入りしていることを知った湣王は、馮驩の思惑通り田文に宰相に復職するよう詫びの使者を送った。馮驩は湣王が信頼できないと考えており、田文に斉王の宗廟を薛に建立する許可を湣王に得るように進言し、湣王はこれを認めた。宗廟が完成すると馮驩は「ようやく逃げる穴が3つになりました。君は枕を高くして眠れます」と答えた。
「狡兎三窟（）」の故事はここから来ている。

### その死
宰相に復職したものの、湣王の不興を察した田文は、自ら隠棲することにした。
しかし、その後も民や諸侯からの評判が高く、また斉に田文がいる限り覇は無いと見た秦が強力な工作をしたこともあって、湣王の猜疑心は増々大きくなり、殺されかねない情勢となってきた。そして遂に湣王17年（紀元前284年）、田文は魏に逃げ、その宰相に迎えられた。
その後、湣王に恨みを持っていた燕の昭王の意向を受けた楽毅の主導で、趙・魏・韓・秦・燕の五国連合軍が成立し、湣王の斉軍に大勝した。そして斉に攻め込んだ楽毅により湣王は殺され、斉は滅亡寸前にまで追い詰められたが、田単の知略によって復興し、やがて田文も再び斉に迎えられた。
襄王5年（紀元前279年）、田文は死去し、諡して孟嘗君と呼ばれるようになった。

### 子孫
その死後、彼の息子たちが跡目争いをしている隙を突いて本家の襄王は魏と連合して薛を攻めて、孟嘗君の子孫は消息不明となった。
前漢の劉邦が薛を通過した時、孟嘗君の子孫を探し出し、その結果として孟嘗君の孫である田陵と田国を見つけた。劉邦は両人に領地を与えようとした。しかし、両人はお互いに譲り合っていたため、まとまらなかった。終いに両人は野に下って、沛郡竹邑県（現在の安徽省淮北市濉渓県）に住居を構えて、田国の系統が薛氏と改称し、代々が州郡の長官を勤めた。その末孫が呉に仕えた薛綜であるという。

## 評価
司馬遷は史記で薛の旧跡を訪れた。そこには乱暴者が多かった。その理由を聞くと、「孟嘗君の招きで任侠が集まり、鶏鳴狗盗の類まで薛に移ってきた。その数は6万戸におよぶ」とのことだった。孟嘗君は客好きをもって知られるが、その評判は大げさではない、と評している。

## 孟嘗君を題材にした小説
- 宮城谷昌光『孟嘗君』講談社、1995年